# Fabio Martínez
Fabio Martínez (Cali, 12 de abril de 1955) es un escritor, ensayista, y docente colombiano.

## Biografía
Nació en la ciudad de Cali el 12 de abril de 1955. Cursó la primaria en el colegio Hermano Miguel del barrio San Antonio, donde vivió sus primeros años. Posteriormente estudió el bachillerato en el Instituto Politécnico Municipal. Realizó una Licenciatura en Literatura e Idiomas en la Universidad Santiago de Cali. Años más tarde viajó a Francia, donde cursó una Maestría en Estudios Iberoamericanos en la Universidad de la Sorbona, París III. Finalmente se trasladó a Canadá, donde cursó un doctorado en Semiología en la Universidad de Quebec en Montreal.
Durante su estancia en París fue descubriendo paulatinamente su afición por la escritura, al vincularse a grupos de lectura y talleres de creación literaria. Años más tarde regresó a Colombia, donde escribió su primera novela titulada “Un habitante del séptimo cielo”, con la que empezó su carrera como escritor.
A mediados de la década de los 2000 recibió un nombramiento como docente titular de la Universidad del Valle. En 2003 publicó la novela "La búsqueda del paraíso", como resultado de una investigación histórica realizada en torno a la vida del escritor Jorge Isaacs, autor de la novela María. Durante estos años también se interesó por estudiar y escribir sobre el pacífico colombiano.
A lo largo de su trayectoria, algunos de sus libros han sido traducidos en varios idiomas, entre los que se destacan el francés, inglés y alemán.
En la actualidad es columnista del periódico El Tiempo.

## Obra

#### Novela
- 1988 - Un habitante del séptimo cielo. Editorial Universidad del Valle.[10]
- 2003 - Club Social Monterrey. Editorial Universidad del Valle.[11]
- 2003 - Pablo Baal y los hombres invisibles. Caza de Libros Editores.[12]
- 2007 - Balboa, el polizón del Pacífico. Editorial Norma.[13]
- 2008 - El fantasma de Ingrid Balanta. Pijao Editores.[14]
- 2012 - El tumbao de Beethoven. Común Presencia Editores.[15]
- 2014 - El desmemoriado. Editorial Mirada Malva.[16]
- 2017 - Marea de Sombras. Editorial Norma.[17]
- 2018 - Los farallones azules. Sial Pigmalión.[18]
- 2019 - La buhardilla iluminada. Sial Pigmalión.[19]
- 2021 - La gente pide para bailar tumba y bongó. Sial Pigmalión.[20]

#### Cuento
- 1992 - Fantasio. Editorial Universidad del Valle.[21]
- 2006 - Del amor inconcluso. Común Presencia Editores.[22]
- 2012 - El escritor y la bailarina. Editorial Universidad del Valle.[23]
- 2021 - Un gato ha entrado en mi sueño. Sial Pigmalión.[24]

#### Ensayo
- 2005 - El viajero y la memoria. Ensayos sobre la literatura de viaje en Colombia. Editorial Universidad del Valle.[25]
- 2015 - Los viajes de la música. Música y poesía afroamericana. Editorial Mirada Malva.[26]

#### Biografía
- 2003 - La búsqueda del paraíso (Biografía Jorge Isaacs). Editorial Planeta.[27]

#### Antologías
- 2003 - Cuentos sin Cuenta: Antología de Relatos de Escritores de la Generación del 50. Editorial Universidad del Valle.[28]
- 2008 - Cali–grafías. La ciudad literaria. Editorial Universidad del Valle.[29]
- 2017 - De Comala a Macondo. Editorial Universidad del Valle.[30]
- 2018 - Escritos en el tiempo: artículos periodísticos sobre literatura, ciencia y música, 1985-2015. Editorial Universidad del Valle.[31]
- 2021 - Cali: Territorio literario. Sial Pigmalión.[32]

## Premios y reconocimientos
En 1981, Martínez publicó su primera novela y con ella recibió una mención especial en la Beca de Novela Ernesto Sábato, distinción otorgada por el Festival Internacional de Arte de Cali dedicada al escritor argentino Ernesto Sábato, y que se entrega a jóvenes escritores de la ciudad. En 1999 fue reconocido con el Primer Premio Latinoamericano de Ensayo “René Uribe Ferrer” de la Universidad Pontificia Bolivariana, por su libro de ensayos El viajero y la memoria. Ese mismo año recibió el Premio Jorge Isaacs, entregado anualmente por la Gobernación del Valle del Cauca a las obras sobresalientes de autores vallecaucanos.
En 2018, el Grupo Editorial Sial Pigmalión entregó a Martínez el Premio Escriduende en la Feria del Libro de Madrid, galardón que se entrega anualmente a los autores y obras más destacadas. Al año siguiente, en 2019, publicó su novela La buhardilla iluminada, con la que recibió el Premio Internacional de Literatura Rubén Darío, que es otorgado anualmente desde el año 2005 por el Grupo PEN Club Español a obras de autores de todo el mundo.